# توني باتلر
توني باتلر (بالإنجليزية: Tony Butler)‏ (28 سبتمبر 1972 بستوكبورت في المملكة المتحدة - ) هو لاعب كرة قدم بريطاني في مركزي قلب الدفاع والدفاع. لعب مع بورت فايل وفوريست غرين ونادي بريستول سيتي ونادي بلاكبول ونادي غيلينغهام ونيوبورت كونتي ووست بروميتش ألبيون وAlfreton Town F.C. ‏ وهنكلي يونايتد ‏.

## وصلات خارجية
- توني باتلر على موقع قاعدة بيانات كرة القدم.إي يو (الإنجليزية)
- توني باتلر على موقع Soccerbase.com (لاعب) (الإنجليزية)